# Woolston (Wistanstow)
Woolston – przysiółek w Anglii, w hrabstwie Shropshire. Woolston jest wspomniana w Domesday Book (1086) jako Wistanestune.